# The Twilight Saga: New Moon
The Twilight Saga: New Moon (bra: A Saga Crepúsculo: Lua Nova; prt: A Saga Twilight: Lua Nova) é um filme norte-americano, dos gêneros romance e fantasia, lançado em 2009, baseado no romance homônimo de Stephenie Meyer.
Sendo a sequência do filme Crepúsculo, de 2008, o filme foi dirigido por Chris Weitz e, assim como no primeiro filme, Melissa Rosenberg escreveu o roteiro. Kristen Stewart, Robert Pattinson e Taylor Lautner retornaram em seus papéis de Bella Swan, Edward Cullen e Jacob Black, respectivamente. A sua trilha sonora foi lançada oficialmente em 16 de outubro de 2009.
Nos Estados Unidos, bateu recorde de bilheteria em sessões de abertura à meia-noite, com US$ 26,3 milhões, o qual foi superado por sua sequência, The Twilight Saga: Eclipse, que obteve US$ 30 milhões. Arrecadou US$ 72,7 milhões em seu primeiro dia de lançamento, chegando a pouco mais de US$ 709 milhões mundialmente. Foi escolhido "Filme Favorito de 2009" no Moviefone. Foi bem recebido pelos fãs, mas a recepção da crítica especializada foi mista.

## Enredo
Ver também enredo do livro homónimo
Em seu aniversário de 18 anos, Bella Swan acorda de um sonho no qual ela vê a si mesma como uma mulher mais velha, mostrando seu medo de envelhecer enquanto seu namorado, o vampiro Edward Cullen, permanece fisicamente com 17 anos. Apesar da falta de entusiasmo de Bella, Edward e sua família lhe preparam uma festa de aniversário. Enquanto ela abre um dos presentes, acaba se cortando acidentalmente com o papel, fazendo com que o irmão adotivo de Edward, Jasper, fique sedento por seu sangue e tente matá-la. Depois desse acontecimento, Edward percebe que a proximidade com ele e sua família pode colocar Bella em perigo, então o vampiro termina seu relacionamento com Bella, dizendo que não a ama mais e que irá embora de Forks para sempre.
A partida de Edward deixa Bella depressiva por meses. No entanto, quando seu pai, Charlie, decide que ela deveria ir morar com sua mãe na Flórida, Bella aceita passar um tempo com seus amigos. Depois de assistir um filme com Jessica, Bella vê um grupo de homens de motocicletas. Isso a lembra de quando Edward a salvou anteriormente de um ataque, e ela vê a imagem dele, pedindo que mantenha distância deles. Nesse momento, Bella descobre que se colocar em situações de perigo faz com que veja a imagem de Edward. Depois de aceitar andar de moto com um dos homens do grupo, Bella procura motos em um ferro velho e pede para que Jacob Black a ajude a consertá-las. A partir desse momento os dois se tornam muito próximos, e ela passa a se sentir dependente da amizade dele para não ficar em depressão.
Depois que os dois vão para o cinema com Mike Newton e Jacob vai embora estranhamente, Bella passa semanas sem conseguir falar com ele. Após isso, ela descobre que ele faz parte de um bando de lobisomens, ancestrais inimigos dos vampiros. O bando de Jacob estava tentando capturar Victoria, uma vampira que tinha como objetivo matar Bella para vingar a morte de seu ex-parceiro James. Por causa disso, Jacob passa a ter pouco tempo para ficar com Bella, e ela volta a procurar atividades arriscadas.
Depois de um erro de comunicação, Edward acredita que Bella havia se matado ao se jogar de um penhasco. Por isso, ele vai para a Itália pedir aos Volturi que o matem, ao ter seu pedido negado, ele decide provocá-los para que sejam obrigados a matá-lo, se expondo à luz do sol. Alice, irmã de Edward, vai atrás de Bella e descobre que ela não havia morrido, mas tem uma visão de Edward pedindo para ser morto; as duas vão juntas até a Itália e Bella consegue se mostrar para Edward antes que ele apareça sob o sol durante o grande italiano Festival de São Marcus. Porém, ao ver Bella, os Volturi afirmam que uma humana não pode saber do segredo da existência dos vampiros. Alice impede que eles a matem ao dividir uma de suas visões com Aro (o Líder dos Volturi) na qual Bella havia sido transformada em vampira, e corria em uma floresta junto com Edward, ambos com roupas brancas.
Depois que eles voltam para a cidade Forks, Edward diz que só a deixou para protegê-la, e que sempre a amou. Ela o desculpa e organiza uma votação entre os Cullen, onde a maioria concorda com sua transformação (exceto Rosalie Hale-Cullen), para o desagrado de Edward e Jacob, que lembra a ele que, se morderem um humano, o acordo de paz feito pelos Cullen com os Quileute's estará desfeito. Apesar disso, Edward dá a Bella uma escolha: deixar Alice transformá-la depois da formatura do ensino médio, ou aceitar casar-se com ele, que a tornaria uma vampira ele mesmo.

## Elenco

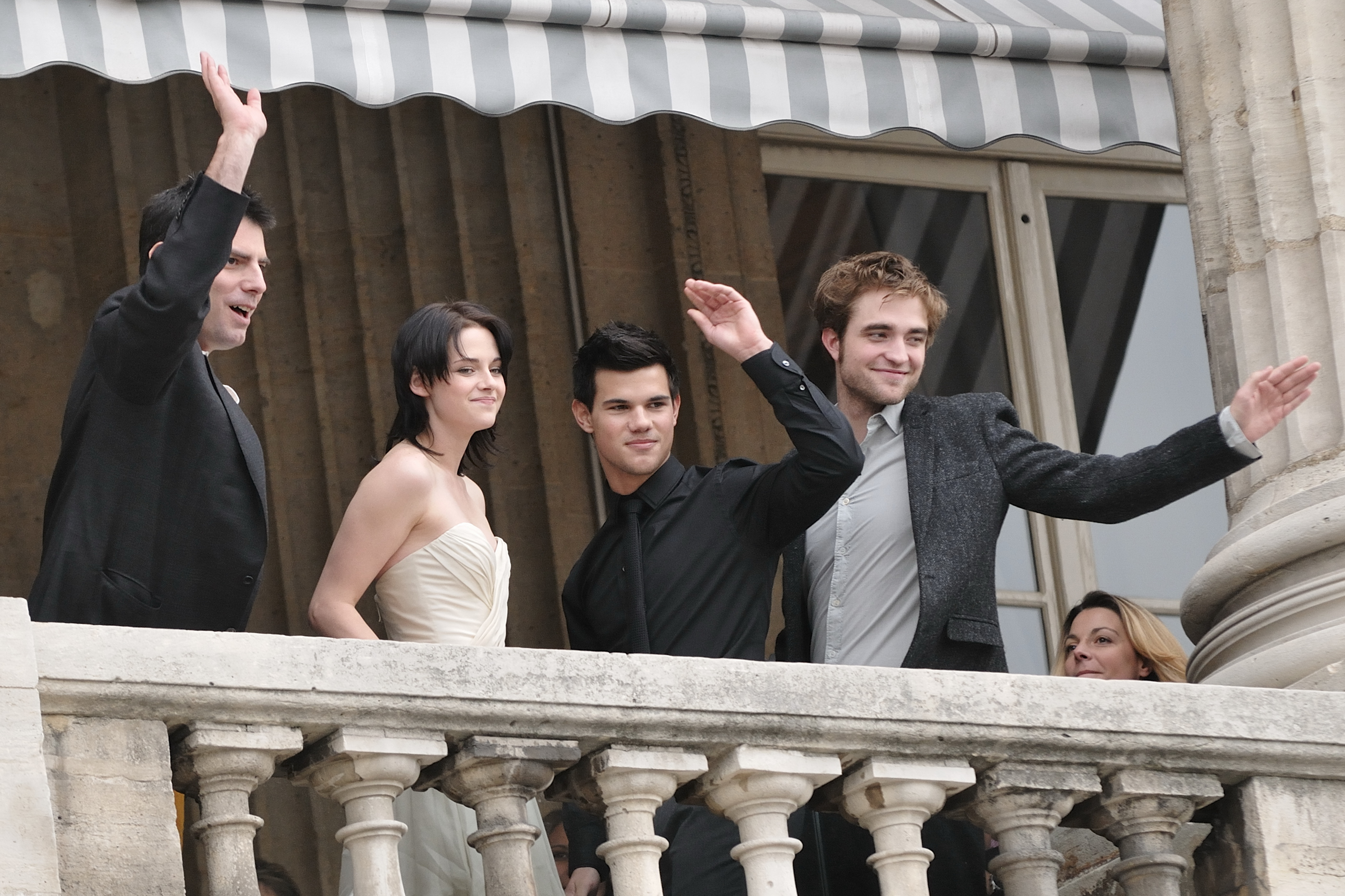
Da esquerda para a direita: Chris Weitz, diretor de Lua Nova; Kristen Stewart, Taylor Lautner e Robert Pattinson, atores principais do filme

### Os Cullen e os Swan
- Kristen Stewart como Isabella Swan, uma jovem que se apaixona por Edward Cullen. Sua vida sofre uma mudança drástica quando ele a abandona..[10]
- Robert Pattinson como Edward Cullen, um vampiro, membro da família Cullen e interesse amoroso de Bella.[10] Em grande parte do filme, Edward aparece apenas como invenção da imaginação de Bella..[17]
- Peter Facinelli como Carlisle Cullen, um vampiro médico, figura paterna da família Cullen.[18]
- Elizabeth Reaser como Esme Cullen,[19] esposa de Carlisle e figura materna dos Cullen.[20]
- Ashley Greene como Alice Cullen, membro da família Cullen, torna-se uma amiga próxima de Bella. Greene explicou que gostaria de aumentar sua força e resistência para Lua Nova e disse, "Em comparação com o primeiro filme é uma parte muito maior para mim…"[21]
- Jackson Rathbone como Jasper Hale, um membro da família Cullen que sente desejo pelo sangue de Bella quando ela se corta com papel. Rathbone declarou que esta é sua cena favorita e que está animado para filmar [a cena].[22]
- Nikki Reed como Rosalie Hale, membro da família Cullen, parceira de Emmett Cullen, ela não gosta de Bella.[23] Reed, que é morena, disse que não pintaria o cabelo para esse filme. "Demorou 36 horas para me fazer loira inicialmente, e todos os outros dias, eu estava fazendo o branqueamento do meu cabelo e da minha pele, " Reed recorda. "Desta vez, estamos testando diferentes perucas e tudo mais".[24]
- Kellan Lutz como Emmett Cullen, membro da família Cullen. Sobre o filme, Lutz disse, "Conversei com os produtores e eles disseram que tenho um monte de partes engraçadas".[25]
- Billy Burke como Charlie Swan, pai de Bella.[26]

### Tribo Quileute
- Taylor Lautner como Jacob Black,[10] um amigo de infância de Bella, se aproxima bastante dela depois que Edward vai embora,[27] e que se transforma em um lobisomem.[28]
- Chaske Spencer como Sam Uley, líder do bando de lobos que protege os humanos de predadores vampiros.[29]
- Tinsel Korey como Emily Young, noiva de Sam e figura materna do bando de lobos.[30][31]
- Tyson Houseman como Quil Ateara, um dos melhores amigos de Jacob e eventual membro do bando.[32]
- Alex Meraz como Paul, um membro instável do bando.[33]
- Kiowa Gordon como Embry Call, um dos melhores amigos de Jacob.[29]
- Bronson Pelletier como Jared, um membro do bando de lobos.[29]
- Graham Greene como Harry Clearwater, um Quileute mais velho e amigo do pai de Bella, Charlie.[31]
- Gil Birmingham como Billy Black,[34] um Quileute mais velho, pai de Jacob e amigo de Charlie.

### Vampiros nômades
- Rachelle Lefèvre como Victoria,[35] uma vampira que quer matar Bella para vingar a morte de seu parceiro, James.[36]
- Edi Gathegi como Laurent,[37] um vampiro que tenta matar Bella.E é morto por um bando de lobos[38]

### Os Volturi
- Michael Sheen como Aro, o líder dos Volturi, um antigo clã italiano de vampiros. Tem a habilidade de ouvir os pensamentos que uma pessoa teve em qualquer momento, se tiver contato físico com ela.[39] Sobre o personagem, Chris Weitz declarou que "[ele é] superficialmente, um vampiro muito gracioso e amigável, mas debaixo é uma tremenda ameaça".[40]
- Jamie Campbell Bower como Caius, um dos líderes dos Volturi.[41]
- Christopher Heyerdahl como Marcus, um dos líderes dos Volturi. Pode ver a intensidade dos relacionamentos, as conexões entre as pessoas ou em um grupo.[42]
- Dakota Fanning como Jane, membro da guarda dos Volturi que tem a habilidade de provocar dor nas pessoas.[43]
- Cameron Bright como Alec, irmão gêmeo de Jane, pode interromper os sentidos das pessoas, incapacitando-as e anestesiando-as antes de matá-la.[42]
- Charlie Bewley como Demetri, um membro da guarda dos Volturi, capaz de encontrar as pessoas através dos seus pensamentos.[42]
- Daniel Cudmore como Felix, um violento membro da guarda dos Volturi.[42]
- Noot Seear como Heidi,[31] uma vampira que leva humanos para os Volturi se alimentarem.[44]
- Justine Wachsberger como Gianna,[45] uma humana que trabalha para os Volturi.[46]

### Humanos
- Michael Welch como Mike Newton,[47] amigo de Bella.[48]
- Anna Kendrick como Jessica Stanley, amiga de Bella.[49]
- Christian Serratos como Angela Weber, amiga de Bella.[49]
- Justin Chon como Eric Yorkie, amigo de Bella.[49]

## Produção

### Desenvolvimento
Em 22 de novembro de 2008, um dia após o lançamento de Crepúsculo nos EUA, a Summit Entertainment confirmou que iria começar a trabalhar em Lua Nova. "Não acredito que qualquer outro autor tenha tido uma experiência mais positiva com os criadores de sua adaptação do que tive com a Summit Entertainment", disse Meyer. "Estou encantada por ter a chance de trabalhar com eles novamente em Lua Nova". Melissa Rosenberg estava trabalhando no roteiro do romance antes do lançamento de Crepúsculo e entregou o rascunho de Lua Nova durante o final de semana de lançamento do primeiro filme, em novembro de 2008.

"O mundo extraordinário que Stephenie criou tem milhões de fãs, e será minha responsabilidade proteger, em benefício deles, os personagens, temas e a história que amam. Essa não é uma tarefa fácil, e eu vou colocar todos os esforços em realizar um belo filme para colocar ao lado de um belo livro".

Chris Weitz, diretor de Lua Nova
No início de dezembro de 2008 foi anunciado que Catherine Hardwicke não retornaria para dirigir a sequência. Hardwicke citou as restrições de tempo estipuladas pelo estúdio como a razão por ter deixado o projeto, dizendo: "Sinto muito que, devido ao tempo, não vá ter a oportunidade de dirigir Lua Nova. Dirigir Crepúsculo foi uma das grandes experiências da minha vida e estou grata aos fãs por seu apoio apaixonado ao filme. Desejo o melhor a todos na Summit com a sequência - é uma história incrível". Em 13 de dezembro de 2008, foi anunciado que Chris Weitz, diretor e escritor de The Golden Compass e co-diretor de American Pie, havia sido contratado para dirigir Lua Nova. Quanto a ser escolhido para o projeto, Weitz falou, "Estou honrado que tenham me confiado a condução de Lua Nova da página para a tela".

### Escolha do elenco
A maioria do elenco de Crepúsculo retornou em Lua Nova. Mas, por causa das grandes mudanças físicas ocorridas no personagem Jacob entre Crepúsculo e Lua Nova, Weitz considerou substituir Lautner por um ator que pudesse interpretar melhor "o novo, enorme Jacob". Em uma tentativa de manter-se no papel, Lautner declarou, "Eu tenho malhado. Estou malhando desde o dia em que terminamos de filmar Crepúsculo. Eu me pesei hoje, ganhei 19 libras. Estou garantindo ao Weitz mais 10 [libras] até as filmagens". Em janeiro de 2009, Weitz e a Summit Entertainment anunciaram que Lautner continuaria no papel de Jacob em Lua Nova.
Em março de 2009, a Summit liberou a lista de atores que interpretaria o "bando de lobos" ao lado de Lautner. A escolha do elenco para o resto da tribo Quileute foi feita por Rene Haynes, que já havia trabalhado em outros filmes onde grande parte do elenco era formada de nativos americanos, como Dances with Wolves e Bury My Heart at Wounded Knee.
Weitz afirmou que "teve que perseguir 'agressivamente'" o ator Michael Sheen para que este interpretasse o personagem Aro, líder dos Volturi, papel que o diretor considera "muito importante, já que ele é a cabeça de todos os vampiros". Jamie Campbell Bower revelou que começaria a gravar suas cenas em junho de 2009 e disse, "Eu não tinha lido os livros antes. Mas [a série Crepúsculo] é algo incrível para se fazer parte".

### Filmagem
A pré-produção de Lua Nova começou em dezembro de 2008 e as filmagens estavam programadas para começar em 23 de março de 2009, em Vancouver, Canadá, mas começaram alguns dias antes. A David Thompson Secondary School está servindo de locação para as cenas que acontecem na escola durante o filme. As filmagens em Montepulciano, Itália, aconteceram no final de maio de 2009.

### Música
O score de New Moon foi composto por Alexandre Desplat. Chris Weitz já havia trabalhado anteriormente com Desplat, que compôs o score do último filme que Weitz dirigiu, The Golden Compass. A trilha sonora do filme foi escolhida pela supervisora Alexandra Patsavas e foi lançada em 16 de outubro de 2009 pelas gravadoras Atlantic e Chop Shop. Inclui artistas como Band of Skulls, Thom Yorke e Bon Iver, além de Muse, que também participou da trilha sonora do filme anterior. Em 26 de julho de 2009, Jeph Howard, da banda The Used, atualizou sua conta no Twitter dizendo que sua banda estava no estúdio gravando uma canção para a trilha sonora de Lua Nova. A banda Paramore, que contribuiu com duas canções para a trilha sonora do primeiro filme da série, não gravou nenhuma canção para a trilha sonora de Lua Nova. Grande parte das canções foram compostas especialmente para o filme, sendo uma delas "Meet Me On the Equinox", da banda Death Cab For Cutie, que foi lançada como primeiro single da trilha sonora em 13 de setembro de 2009, durante o MTV Video Music Awards.

## Divulgação
O primeiro pôster promocional de Lua Nova foi lançado em 19 de maio de 2009. Pouco mais de uma semana depois, em 31 de maio, Robert Pattinson, Kristen Stewart e Taylor Lautner mostraram um trailer do filme no MTV Movie Awards. Duas cenas do filme foram exibidas durante o San Diego Comic-Con 2009. Um trailer do filme Lua Nova foi lançado nas salas de cinema em 14 de agosto de 2009, após a exibição do filme High School Band (Bandslam). Uma terceiro trailer do filme foi exibido em 13 de setembro de 2009, durante o MTV Video Music Awards. A autora dos livros da série, Stephenie Meyer, esteve no programa americano The Oprah Winfrey Show para promover o filme.

## Recepção

### Bilheteria
Lua Nova se tornou o filme que mais arrecadou em sessões de abertura à meia-noite na época de seu lançamento, angariando 26,3 milhões de dólares em 3.514 salas de cinema nos Estados Unidos, sendo mais tarde superado por Eclipse, que, por sua vez, foi superado por Harry Potter e as Relíquias da Morte Parte 2. O filme é o que mais vendeu bilhetes avançados no Fandango, superando Star Wars Episódio III: A Vingança dos Sith.
Em seu dia de lançamento, Lua Nova angariou 72,7 milhões, tornando-se o filme que mais arrecadou em um único dia de estréia nos Estados Unidos e Canadá, superando The Dark Knight com 67,2 milhões de dólares. No Brasil, Lua Nova estreou em primeiro lugar na bilheterias, onde permaneceu por quatro semanas seguidas. Em 8 de dezembro de 2009, o filme havia acumulado uma renda de 34 milhões de reais, com um público de aproximadamente 4 milhões. Em Portugal, atraiu cerca de 543.969 espectadores no total, alcançando uma receita bruta de 2.509.169,13 de euros. Atualmente, o filme arrecadou 709,7 milhões de dólares no mundo, tornando-se a 38º bilheteria da história.

### Crítica
Apesar de ter sido bem recebido pelos fãs, Lua Nova obteve pouca aceitação dos críticos. Baseado em 198 críticas recolhidas, o Rotten Tomatoes deu ao filme uma aprovação de 29%, com uma média ponderada de 4.7/10. Por comparação, o Metacritic calculou uma pontuação de 44, em um máximo de 100, através de 32 críticas - indicando avaliações "médias ou mistas".  Lua Nova  é o segundo filme melhor avaliado da história, perante o público, com uma média ponderada de 8.51/10.0, no The Numbers, além de ser o filme mais bem avaliado perante o público feminino e entre 18 e 24 anos.
Lua Nova obteve indicações ao Framboesa de Ouro 2010 nas categorias: Pior Dupla em Cena: Kristen Stewart e Robert Pattinson ou Taylor Lautner; Pior Ator Coadjuvante: Robert Pattinson; Pior Refilmagem, Prólogo ou Sequência: Lua Nova; Pior Roteiro: Melissa Rosenberg, baseado no romance de Stephenie Meyer. O filme não foi "vencedor" em nenhuma das categorias.

## Lançamento em DVD e blu-ray
O lançamento do DVD e do blu-ray de Lua Nova ocorreu em 20 de março de 2010 nos Estados Unidos. O DVD vendeu quatro milhões de cópias no primeiro final de semana no país. No Brasil, a versão simples do DVD foi lançada em 24 de março, para locação; a versão completa deverá ser liberada nas lojas apenas em junho de 2010. Segundo o diretor Chris Weitz, o DVD contará com comentários dele mesmo, de Stewart, Pattinson e Lautner, além de cerca de 20 minutos de material deletado.

## Sequência
A continuação de Lua Nova, Eclipse, foi confirmada pela Summit Entertainment em fevereiro de 2009. Foi lançado em 30 de junho de 2010 e, como Weitz estava trabalhando na pós-produção de Lua Nova quando a produção de Eclipse começou, não dirigiu esse filme, que foi dirigido por David Slade.